# Tanjung Medan (Pujud)
Tanjung Medan is een bestuurslaag in het regentschap Rokan Hilir van de provincie Riau, Indonesië. Tanjung Medan telt 19.035 inwoners (volkstelling 2010).